# Chlorocypha tenuis
Chlorocypha tenuis is een libellensoort uit de familie van de Chlorocyphidae (Juweeljuffers), onderorde juffers (Zygoptera). De soort wordt gevonden in rivieren en oeverbossen in tropische en subtropische bieden in Centraal en Oost-Afrika rond de evenaar. Het leefgebied strekt zich uit van het zuidwesten van Kenya via Oeganda en het Victoriameer door Rwanda en Burundi (Mitumbagebergte) en langs het grensgebied tussen Congo-Kinshasa en Tanzania, het Tanganyikameer. De soort staat op de Rode Lijst van de IUCN als niet bedreigd, beoordelingsjaar 2009. De wetenschappelijke naam van de soort is voor het eerst geldig gepubliceerd in 1936 door Longfield.